# Харитон I Костурски
Харитон (на гръцки: Χαρίτων) е православен духовник от XVII век, костурски митрополит на Охридската архиепископия.

## Биография
Различни изследователи датират митрополитството на Харитон към 1618 година. Според Германос Христидис Харитон Костурски подписва в 1618 година документ на патриарх Тимотей II Константинополски. Според Теодорос Папаконстантину името на Харитон и 1618 година, като година на негово управление на костурската катедра, е информация, която произлиза от кондиките на Костурската митрополия. Според Иван Снегаров Харитон I Костурски може би е един и същ с по-късния костурски митрополит Харитон II.